# 디기탈리스
디기탈리스(Digitalis purpurea, common foxglove)는 현삼과 디기탈리스속에 딸린 한 종이다. 헝가리, 루마니아, 발칸반도가 포함된 서유럽과 남유럽이 원산지이다. 7월~ 8월에 통모양의 꽃이 핀다. 독이 있지만 독특한 모양으로 정원수로서와 우수한 약리작용을 가지고 있어 제약원료로서도 주목받았기에 전 세계적으로 재배되고 있다.

## 어원
학명은 Digitalis purpurea로 꽃이 장갑의 손가락 모양이고 꽃의 색깔이 자주빛이어서 장갑의 손가락이라는 뜻의 라틴어 digitus과 자주빛이라는 뜻의 라틴어 purpura에서 유래되었다. 피 묻은 손가락 또는 죽은 자의 종이라는 별명이 있다.
중국말로는 양지황이라고 하는데 이는 그 잎새의 표면의 굴곡 등의 특징이 생약인 지황과 유사하다는 점에서 비롯된 것으로 보인다.

## 꽃말
디기탈리스의 꽃말은 "열애, 나는 애정을 숨길수 없습니다"로 사랑하는 연인에게 사랑고백을 할 때 딱 맞는 꽃말을 가지고 있다.

## 특징

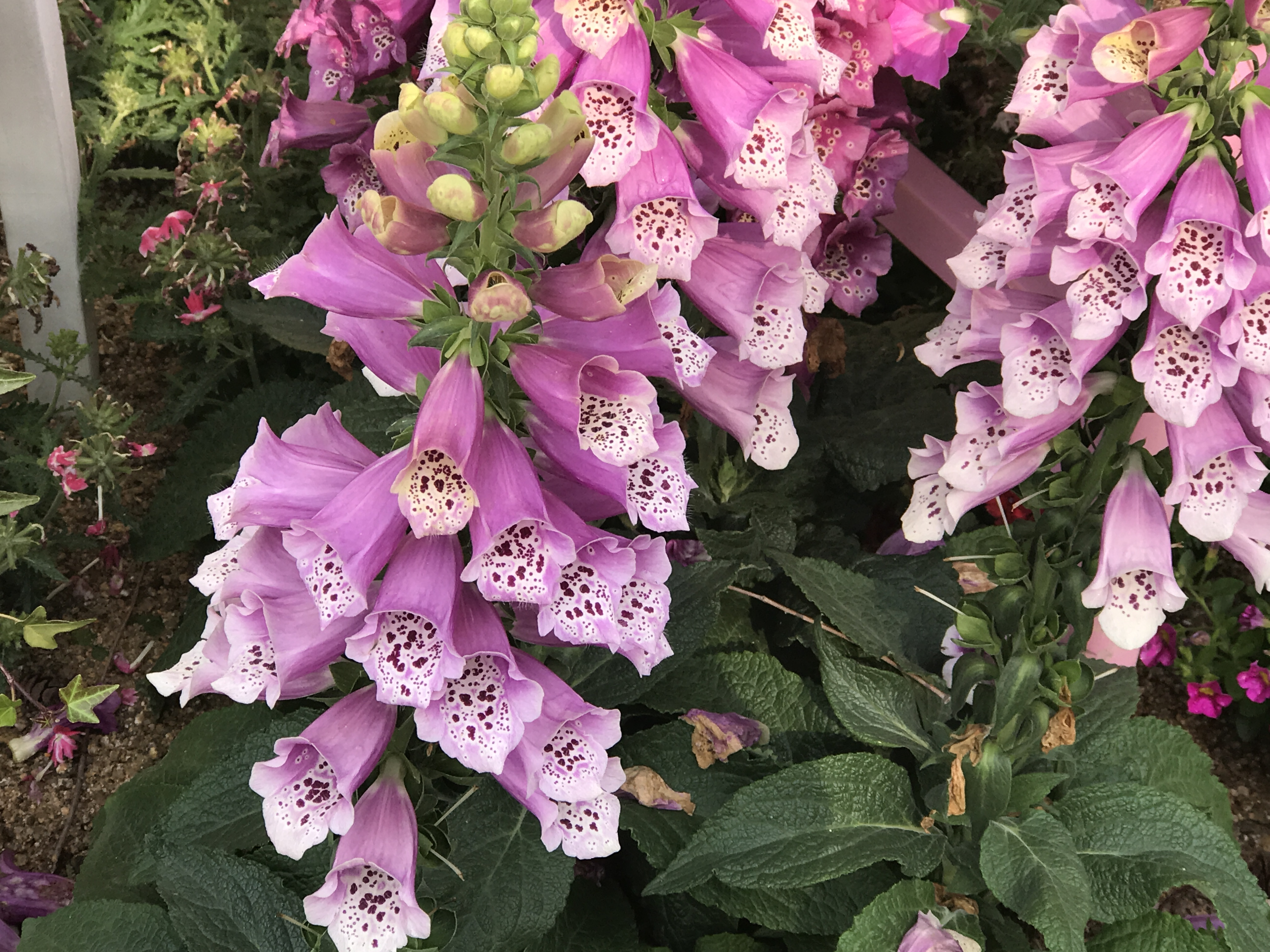
디기탈리스

높이는 1m 전후로 줄기는 곧게 자라고 가지를 내지 않으며 전체에 짧고 연한 털이 있다. 잎은 달걀 모양의 타원형으로 줄기 아래의 잎은 잎자루가 있다. 잎의 양면에는 주름이 있고 가장자리에는 물결 모양의 톱니가 있다. 꽃은 7, 8월 정도에 종모양으로 개화하고 줄기 끝에서부터 차례를 이루어 밑쪽부터 피어 올라간다. 꽃은 홍자색, 분홍색, 황색, 흰색, 빨간색 등으로 다양하고 안에 짙은 반점이 있다. 꽃받침은 5개로 갈라지고 수술은 4개인데 그중 2개가 길다. 열매는 삭과(殼果)로 원뿔 모양이고 꽃받침이 남아 있는데 5조각으로 깊게 갈라져있다. 열편은 광타원형이고 화관의 모양은 깔때기 모양으로 순형이다. 일년생일 때는 기생(基生)의 잎을 형성하지만 꽃대가 나오지 않으며 2년째가 되어야 직립식의 줄기에 입이 착생하며 5월 경에 흰색, 빨간색, 홍주색, 분홍색, 황색 등의 종형 꽃이 핀다.

## 재배 방법
따뜻하고 햇빛이 많이 드는 장소가 적합하고 토질은 배수가 좋은 모래참흙이 가장 적합하지만 진흙이 약간 섞여도 무방하며 약간 척박한 환경에서도 재배가 가능하다.
번식은 주로 종자로 하지만 씨앗을 발아시키는 것이 힘들기 때문에 주로 직파법이 아닌 육묘 이식을 통해 묘종을 기른 다음 나중에 밭에 심어 기르는 방식을 주로 사용한다.
파종을 할 경우에는 1년초의 경우에는 9월, 그 이외의 것은 5, 6월이 가장 적합하다. 배수가 좋은 흙에 심으면 되고 음지에서는 성장이 느려지고 시들어 버리는 경우가 많기 때문에 햇빛이 잘 드는 양지에서 기르는 것이 적합하다.
겨울에는 길게 자란 줄기는 말라버리지만 잎은 살아있으므로 잎에 상처를 주지 않기 위해 눈과 서리에 맞지 않도록 해야 하므로 뿌리 위에 짚을 덮어주는 것이 좋다.
1m이상 자라는 대형 식물이지만 화분에서도 기를 수 있는데 이 경우에는 뿌리가 화분에 꽉 차기 때문에 크게 기를 수는 없다. 채광이 좋고 통풍이 잘 되는 창가나 배란다에서 기르는 것이 좋다. 비교적 잘 자라는 식물이지만, 여름에 더위에는 약간 약하기 때문에 화분 재배를 할 경우 통풍이 잘되는 시원한 곳에 두지 않으면 썩어버리는 경우가 있기 때문에 주의해야 한다.
꽃이 진 다음, 꽃 줄기를 잘라주면 2번째 꽃을 즐길 수 있기 때문에 오랜 시간 동안 꽃을 감상할 수 있다. 물은 흙의 표면이 마를 때 충분히 주면 되는데 너무 많이 주면 안된다. 개화기에는 물기가 없어지지 않도록 하는 것이 좋다.

## 유독성
약으로 사용되지만 유독성이 존재하는 독초의 일종으로 함유하고 있는 독성분으로는 디기톡신(digitoxin), 기토키신이 있다. 독은 식물 전체에 포함되어 있지만 특히 잎부분에 많이 포함되어 있다. 디기탈리스를 직접 먹은 야생동물이나 어린이, 성인들은 저혈압, 고혈압으로 모두 목숨을 잃을 정도로 강한 유독성을 지니고 있다.
디기탈리스 계통의 생약을 과다투여하게 되면 급성중독증상으로 기분이 나빠지고 두통, 구토, 설사, 시야장애, 착란, 부정맥, 중추신경마비 등을 일으켜 사망에 이르게 될 수 있으므로 전문가의 조언 없이 약으로 쓰는 것은 매우 위험하다
동물에 있어 디기톡신의 추정 치사량은 체중 1kg당 5mg이라고 알려져 있다. 디기탈리스의 성분은 위장관에서부터 급속히 흡수되므로 20일 이상에 걸려 장기간 소변을 통해 배출되는데 이 때문에 체내에 축적되기가 쉽다. 그래서 옛날에 디기탈리스를 약으로 사용할 때는 잘못된 투여로 사망하는 경우가 많았다. 현재는 환자의 혈중농도를 측정하여 투여량을 조절할 수 있고 이뇨제를 병용하면서 이용함으로 그 부작용은 줄어들고 안전성이 급속히 높아지고 있다.
그래도 상당히 위험하기 때문에 취급에는 상당한 주의가 필요하다. 한 약용 식물원에서는 단 두 뿌리의 디기탈리스 때문에 온실에 열쇠를 잠그고 출입을 할 정도로 관리에 철저하며 심지어는 창 넘어로만 전시하는 곳도 있었다고 한다.

## 약으로서의 사용
디기탈리스의 약효는 1871년 Nativalle라는 사람에 의해 유효성분인 디기톡신(digitoxin)이 처음으로 분리됨으로써 약효의 실체가 드러났다. 디기탈리스는 요즘 현대인들에게 많이 생기는 심부전증에 뛰어난 효과가 있어 세계적으로 제약원료로 많이 재배되고 있다. 하지만 독성이 있기 때문에 잘못 투여하면 최대 사망에까지 이를 수 있어 극약으로 취급을 받지만 심근의 수축을 증강시키는 강심제로서 과다한 심장 박동수를 감소시키는데 있어서 탁월한 효과가 있기 때문에 오늘날 심장질환에 빠짐없이 처방되는 "약방의 감초"처럼 쓰인다. 또한 상처를 아물게 하는 데도 뛰어나 과거에는 외용약(外用藥)으로서 연고로 응용되기도 했다.
디기탈리스를 약으로 쓰는 것에 대해서 문헌으로 남아 있는 것은 영국의 의사인 윌리엄위져링 박사가 쓴 16세기의 약용식물도감이다. 그 내용 중에 디기탈리스의 평가와 의학적효과에 대한 내용이 기재되어 있었으며, 그 당시부터 본격적으로 디기탈리스가 의료현장에 사용되었음을 알 수 있다. 이 내용에 의하면 1775년에 처음으로 디기탈리스의 약효가 인정되고 정식으로 의약품으로 인정받게 되었다고 한다. 그전까지는 디기탈리스의 독성으로 인해 의료에 사용하는 것은 금기 사항이었다.
또한 부기를 빼는 효과가 있기 때문에 디기탈리스의 잎은 옛 유럽 사람들은 수종의 치료제로 사용되었다고 한다. 또한 간질이나 종양에도 처방되어 왔으며 말려서 오줌을 잘 누게 하는 약으로 쓰이기도 했다.
한약으로서의 이름은 모지황, 양지황이라 하며, 잎에 강심배당채의 성분이 많이 들어 있으며 약효는 강심이뇨약, 울혈성심부전, 고혈압증, 허혈성심질환, 판막장애에 사용한다.